# Valparaiso (Nebraska)
Valparaiso è un villaggio degli Stati Uniti d'America della contea di Saunders nello Stato del Nebraska. La popolazione era di 570 persone al censimento del 2010.

## Geografia fisica
Valparaiso è situata a 41°04′48″N 96°49′51″W (41.079961, -96.830881).
Secondo lo United States Census Bureau, ha un'area totale di 0,56 miglia quadrate (1,45 km²).

## Storia
La storia antica di Valparaiso non è chiara. La sua prima apparizione su una mappa risale al 1863. Valparaiso è un termine che deriva dallo spagnolo e significa "valle del paradiso". Valparaiso è stata incorporata nel 1880.

## Società

### Evoluzione demografica
Secondo il censimento del 2010, c'erano 570 persone.

### Etnie e minoranze straniere
Secondo il censimento del 2010, la composizione etnica del villaggio era formata dal 97,7% di bianchi, lo 0,2% di nativi americani, lo 0,4% di asiatici, lo 0,4% di altre etnie, e l'1,4% di due o più etnie. Ispanici o latinos di qualunque etnia erano l'1,2% della popolazione.